# Осина
Оси́на, или Оси́на обыкнове́нная, или Оси́на евросиби́рская, или То́поль дрожа́щий (лат. Pópulus trémula — название дано по характерной особенности листьев растения дрожать от самого слабого движения воздуха, ср. также болг. трепетли́ка, словен. trepetlíka, т. е. «трепетливое» (дерево)) — вид лиственных деревьев из рода Тополь семейства Ивовые, широко распространённый в районах с умеренным и холодным климатом Европы и Азии.

## Ботаническое описание

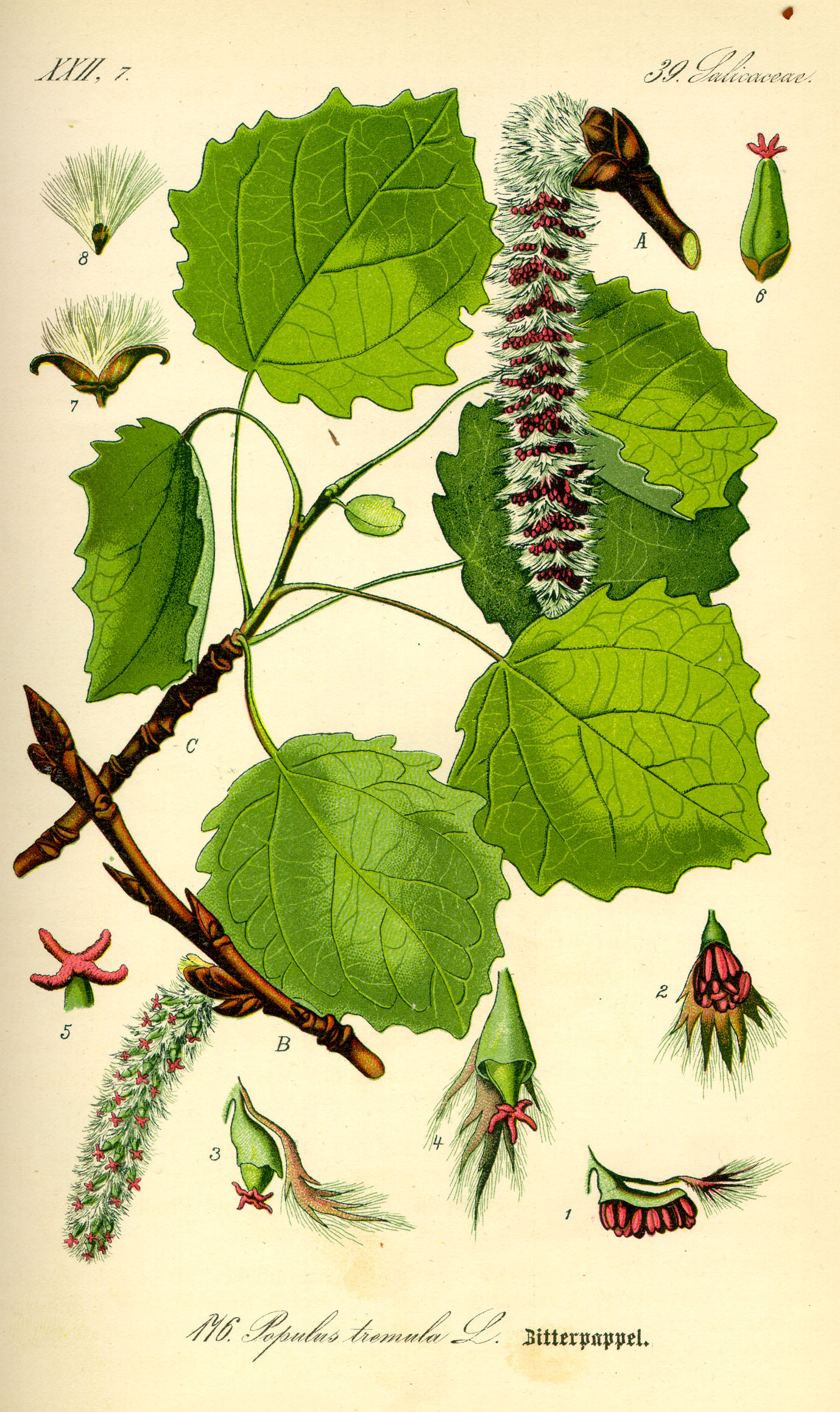

Осина выделяется колонновидным стволом, достигающим 35 м высоты и 1 м в диаметре.
Корневая система располагается глубоко под землёй. Обильно образует корневые отпрыски.
Кора молодых деревьев гладкая, светло-зелёная или зеленовато-серая, ближе к комлю с возрастом растрескивается и темнеет. Древесина белая с зеленоватым оттенком.
Листорасположение очерёдное. Листья округлые или ромбические, длиной 3—7 см, острые или тупые на вершине, с округлым основанием, края городчатые, жилкование перистое. У порослевых побегов листья могут иметь гораздо большие размеры (до 15 см) и почти сердцевидную форму. Черешки листьев сплюснуты с боков в верхней части, длинные, поэтому листья легко колеблются при движении воздуха. Осенью листья окрашиваются в различные тона — от золотистых до красных.
Растения раздельнополые. Цветки мелкие, невзрачные, собраны в свисающие серёжки. Мужские серёжки красноватые, длиной до 15 см, женские серёжки зеленоватые и тоньше. Цветёт осина до распускания листьев.

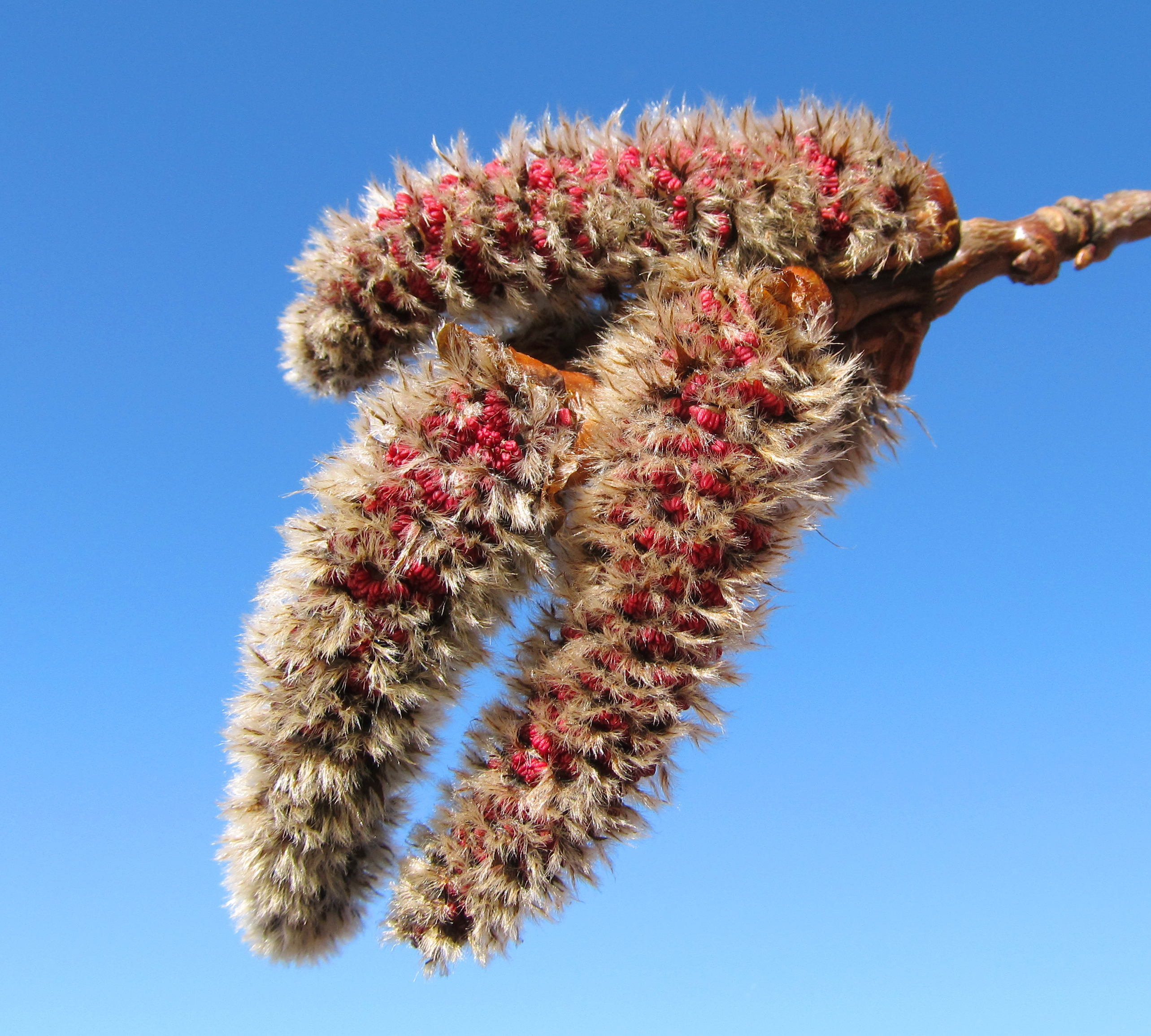
Мужская сережка осины весной

Плод — очень мелкая коробочка; семена снабжены пучком волосков — пуховкой.

## Распространение и экология
Встречается на границе леса и тундры, растёт в лесной и лесостепной зонах. Её можно встретить по берегам водоёмов, в лесах, по опушкам, изредка на сухих песках и вырубках, по оврагам, болотам и в горах; поднимается до верхней границы леса.
Хорошо растёт на различных почвах, образует чистые осинники и входит в состав смешанных лесов вместе с хвойными (сосной, лиственницей, елью) и лиственными (берёзой, ольхой, дубом). В степях из них образуются колонии — осиновые колки, растущие из отдельной рассады и размножающиеся посредством побегов корневой системы; новые стебли в колонии могут появиться на расстоянии до 30—40 м от родительского дерева. Некоторые колонии становятся очень большими со временем, распространяясь со скоростью приблизительно метр в год, в конечном счёте занимая несколько гектаров. Они способны пережить лесные пожары, поскольку корневая система расположена глубоко под землёй.
Распространена в Европе, Казахстане, Китае, Монголии, на полуострове Корея, по всей территории России.
Включена в Красную книгу Чукотского автономного округа (2008).

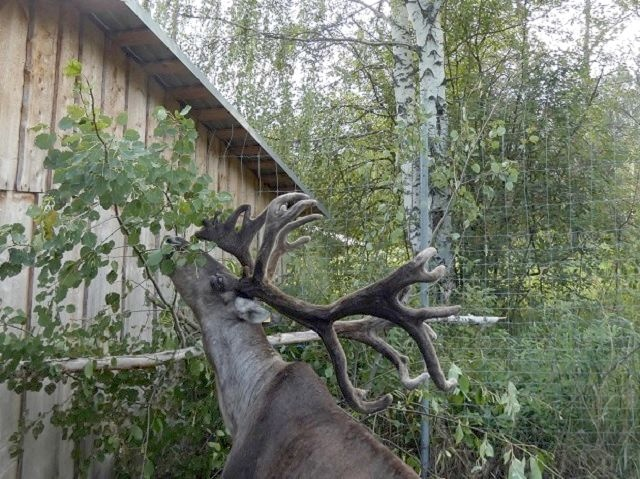
Северный олень поедает листья в Керженском заповеднике

## Хозяйственное значение и использование

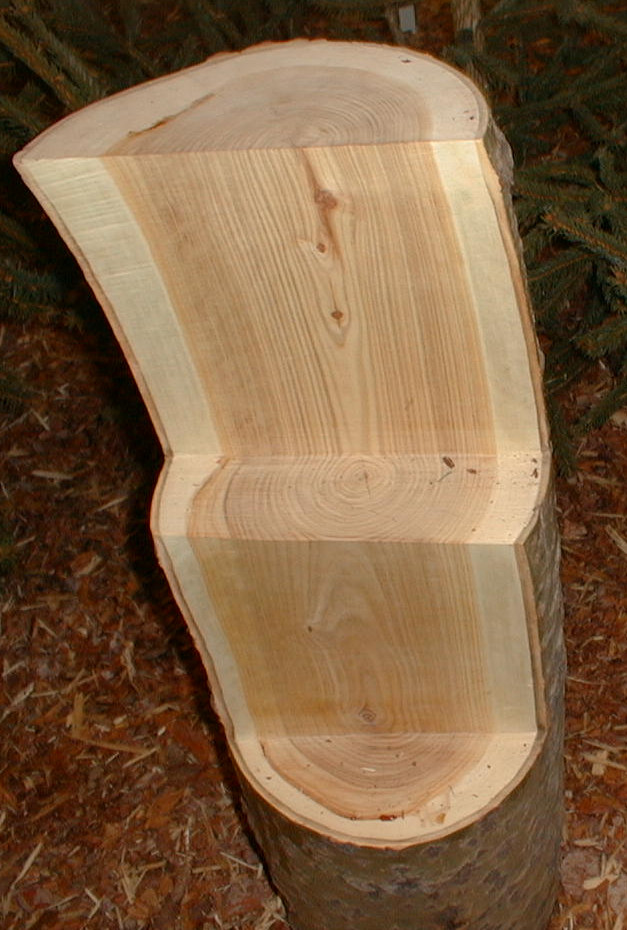
Продольные и поперечные распилы, показывающие строение древесины осины

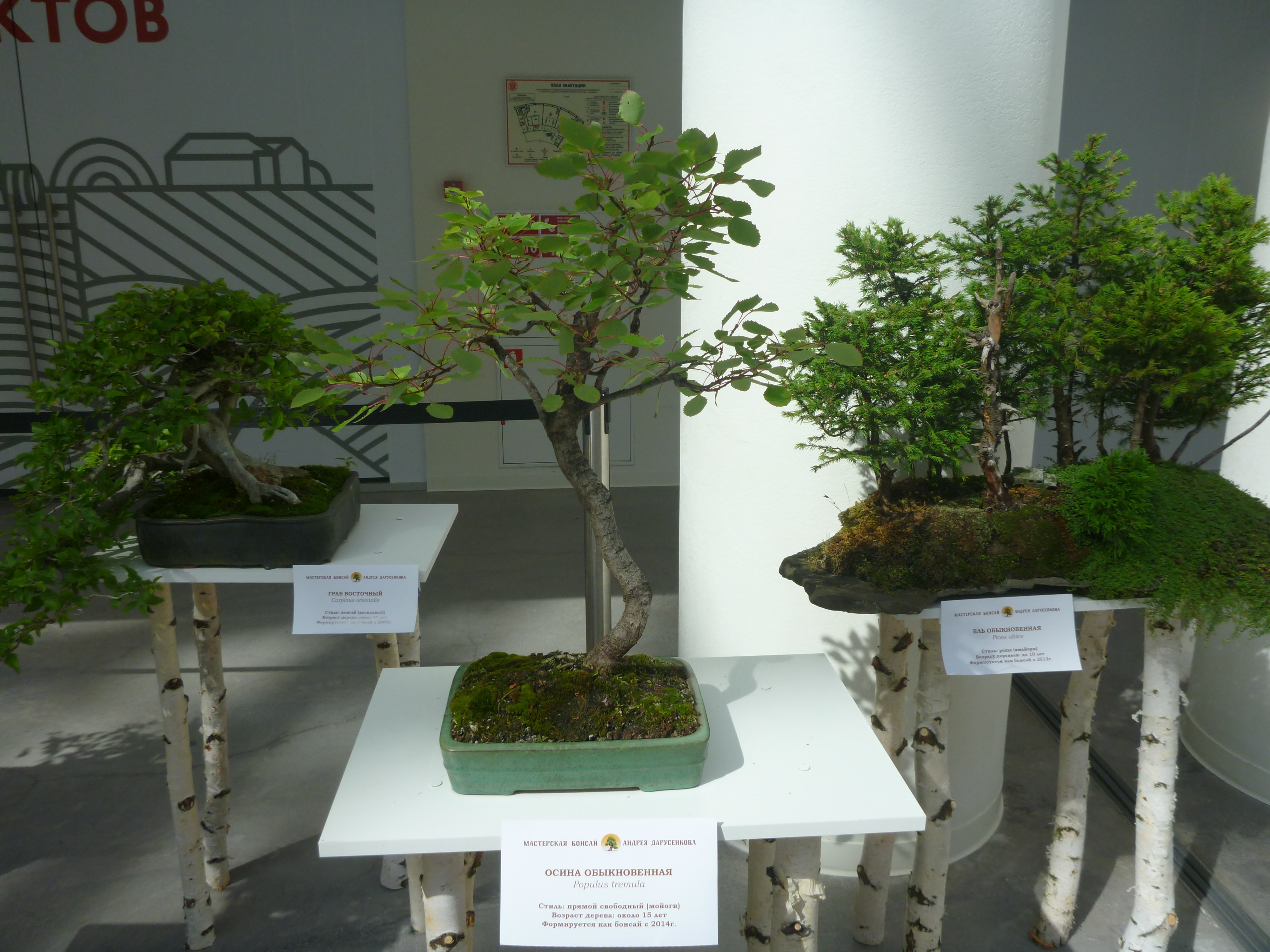
Осина обыкновенная в форме бонсай

Листья и молодые побеги охотно поедаются северным оленем (Rangifer tarandus). Поедается также алтайским маралом (Cervus elaphus sibiricus), пятнистым оленем (Cervus nippon), изюбрем (Cervus elaphus xanthopygus), сибирской косулей (Capreolus pygargus). Один из основных зимних кормов обыкновенного бобра (Castor fiber) и зайца-беляка (Lepus europaeus). Серёжки поедаются белкой. Почки, листья, побеги едят тетерев (Lyrurus tetrix), глухарь (Tetrao urogallus), белая куропатка (Lagopus lagopus).
P. tremula играет важную роль в питании европейского лося (Alces alces Linnaeus). Листва в значительном количества поедается с конца мая по начало июня, когда она достигает полного развития. К концу лета кормовая роль осины значительно и порой резко сокращается. В сентября лоси начинают поедать безлиственные побеги. Наибольшее же количество осины поедается в первой половине зимы. Также лось охотно поедает кору, питательная ценность которой возрастает от осени к зиме.
Используют для озеленения населённых пунктов как быстрорастущее декоративное дерево, примечательное яркой осенней окраской листвы. Имеются декоративные формы с плакучими и пирамидальными кронами.
Кору применяют для дубления кожи. Она служит для получения жёлтой и зелёной краски.

С цветков осины в апреле пчёлы собирают пыльцу, а с распускающихся почек — клей, который перерабатывают в прополис.
Идёт на строительство домов, построек и садовой мебели, используется как кровельный материал. В русском деревянном зодчестве дощечками из осины покрывали купола церквей. На открытом воздухе через 2—3 года изделие из осины приобретает характерный голубой оттенок, а строганая поверхность становится шелковистой.
Широко используется при производстве фанеры, целлюлозы, спичек и тары.
Осиновые дрова по теплотворной способности стоят чуть ниже берёзовых и дубовых (1700 и 1800 ккал на 1 кубометр топлива соответственно), используются для очистки печных дымоходов (выжигания сажи).

### Лечебные свойства
Кора содержит углеводы (глюкоза, фруктоза, сахароза и др.), ароматические кислоты, фенолгликозиды, дубильные вещества, высшие жирные кислоты (каприновую, лауриновую, арахиновую, бегеновую и др.), горькие гликозиды популин и салицин.
В почках найдены углеводы (рафиноза, фруктоза и др.), ароматические кислоты, дубильные вещества и триглицериды фенолкарбоновых кислот.
В листьях содержатся углеводы, органические кислоты, каротиноиды, витамин C, каротин, флавоноиды, фенолгликозиды, антоцианы и дубильные вещества.
Осина обладает противомикробным, противовоспалительным, противокашлевым, желчегонным и антигельминтным действием. Водный экстракт коры осины используется для лечения описторхоза.

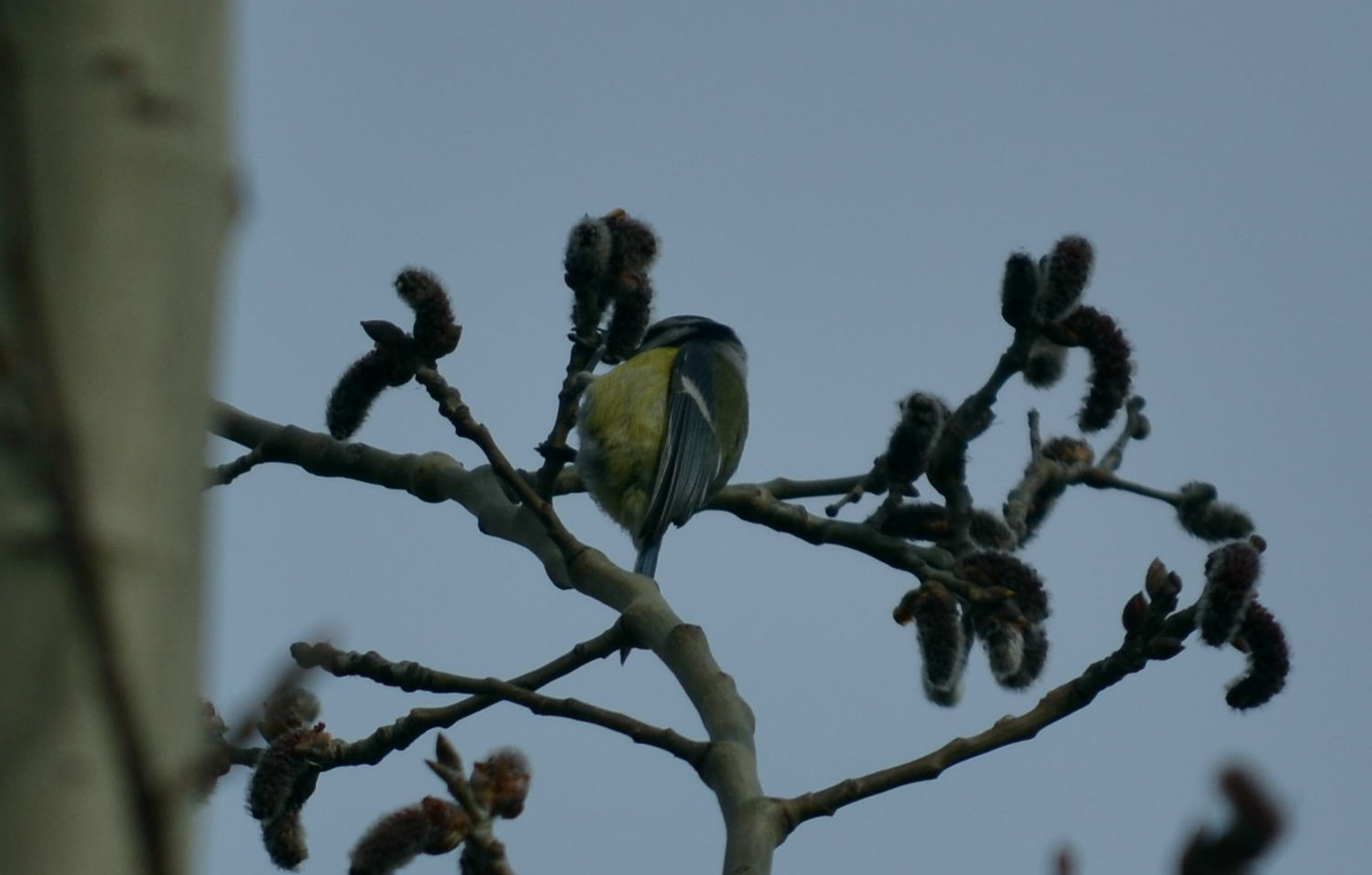
Лазоревка обыкновенная (Cyanistes caeruleus) питается серёжками осины

## Легенды, связанные с осиной
У разных народов бытовали легенды и поверия, связанные с удивительным свойством осиновых листьев приходить в движение от малейшего дуновения ветра.
По одной из версий мифа греко-римской мифологии в две осины превратились сёстры Фаэтона — гелиады Феба и Лампетия после того, как разгневанный Зевс убил Фаэтона ударом молнии, и тот упал в реку По. Слёзы, которые они роняли в быстрые воды реки По, становились янтарём.
В околохристианских народных верованиях осиновые листья до сих пор дрожат от ужаса, вспоминая о Распятии. Считалось, что Крест Господень был сделан из осины, и «с тех пор ветви этого дерева охвачены страхом и беспрестанно дрожат». Однако осина не произрастает в Палестине в наше время и не произрастала в историческом прошлом. Трепет осиновых листьев в русской традиции также связывается с другим эпизодом Нового Завета — самоубийством Иуды Искариота. Осину народ считает проклятым деревом за то, что на нём, по преданию, удавился Иуда Предатель.
А. С. Ермолов в книге «Народная сельскохозяйственная мудрость в пословицах, поговорках и приметах» (1905) пишет: «Объяснение, почему осина вечно дрожит и шепчется, у малоросов несколько иное, нежели у великоросов: „Як Спасытель ховався вид жыдив, так тоди Вин пишов та й сив пид осыкою (осиною), а вона як зашэлэстыть, та й злякала Спасытеля; за це Вин прокляв ии и сказав: бодай же ты шэлэстила з витром и бэз витру“. Существует ещё и вариант этого поверья: под осиною укрывалась во время бегства в Египет Богоматерь с Предвечным Младенцем и осина проклята не Спасителем, а Богородицею». На Украине существовало также поверье, согласно которому осины не кладут при постройках в стены домов, «а то вся симья трэмтитымэ день и нич вид хворобы так, як трэмтыть осыка».
Фактически же довольно широкий осиновый лист от природы имеет очень тонкий и гибкий черешок, неспособный удержать его прямо — поэтому осиновая листва чрезвычайно чувствительна даже к самому лёгкому ветру. Имеется предположение, что это связано с тем, что осина, в связи с быстрым ростом, не успевает нарастить большую толщину и крепость основного ствола, в то время как общая площадь листьев достигает довольно больших размеров. Поэтому на сильном ветру растение с плотно прижатыми к стеблям листьями постоянно бы теряло их; а негнущийся ствол сломался бы (ствол осины чрезвычайно гибок).

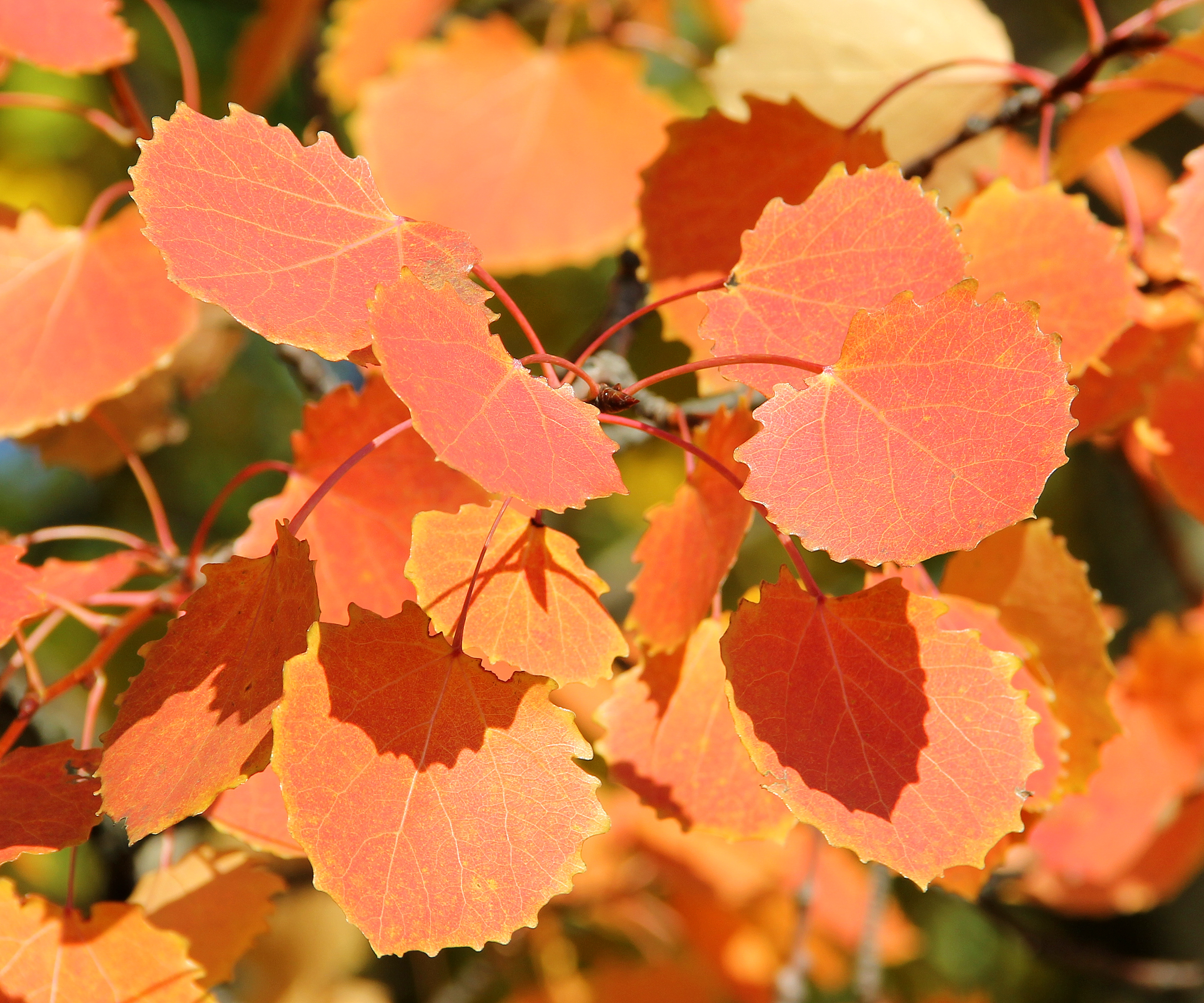
Осина осенью Листья красные

Осине приписывается свойство отгонять нечистую силу: ведьма боится осины. Если в плетень загороди повтыкать осиновые веточки, то в такую изгородь не может войти ведьма и не будет портить коров. Осиновый кол, вбитый в сердце, считается средством, убивающим вампира.

## Народные пословицы, поговорки, приметы, загадки и шутки
- Осина и без ветру шумит[21].
- Горькая осина — про́клятая Иудина виселица[21].
- Осина всё шепчется, а про́клятое дерево[21].
- Осина бьёт в ладоши (листы на ней трепещут) (Смол. губ.)[21].
- «Про испуганного человека говорится, что он „дрожит, трясётся, как осиновый лист“». О том, на каком дереве повесился Иуда, у малороссов существовало два мнения: «Осина тим трусицця, що на ii Cкарiёть повicився; другi кажуть, що вiнъ на бузинi повiсився, и тимъ вона не годицця для постройки (въ бузнику чортъ живе)»[21].
- Одна ягода — горькая рябина, одно дерево — горькая осина (Как осина — горькое дерево, так рябина — горькая ягода: плохи те места, где только эти два дерева растут)[21].
- Кол тебе осиновый на том свете, не прими тебя земля! — проклятие при очень крупной ссоре. В старину осиновый кол ставился на могилах самоубийц и (иногда) казнённых.
- Можно уничтожить зомби или вампира только одним способом — воткнуть ему в спину осиновый кол.
- Пойду и осиной заломлю себе дорогу — если человек намеревался навсегда покинуть родные места, то с этими словами он ломал недалеко от дороги ветку осины.
- Листья осины лежат на земле кверху лицом — зима будет холодная, а кверху изнанкой — тёплая. Народная примета[22].
- Сей овёс до распускания осины (Ярославская губерния)[21].
- На осине почки большие — к урожаю ячменя[21].
- Если весною осина пушистая, то и гречиха родится (Тобольская губерния)[21].
- Весною на осине и берёзе хорошая мочка — будет хлеб ядрёный (хороший зерном)[21].
- Осина в серёжках — урожай на овёс (Оренбургская губерния)[21].
- Если с осины весною, ещё до распускания почек и роста трав, свесятся кисточки — к урожаю ячменя и полбы (удмуртская)[21].
- На осине длинные шишки — ячмень родится (Пермская губерния)[21].
- Когда на осине в начале весны много крупных серёг — к хорошему урожаю гороха (Владимирская губерния)[21].
- Если на осине бывает цвет (овечки) сильный — то будет ячмень хороший (Калужская губерния)[21].
- Когда на осине не будет барашков, в тот год не будет и овсов (латышская)[21].
- Когда рябина или осина цветут хорошо, так будет и хороший горох (латышская)[21].
- 16 октября в народном календаре — Денис Позимний. В это время считалось необходимым опасаться шабаша нечистой силы, к которой причисляли осенние лихорадки. По народным поверьям, лихорадки жили в болотах, летали к человеческому жилью. Считалось, что осина (кора, сучок, полено) от лихорадок и защищает, и лечит[23].
- «Осина не горит без керосина» (имеется в виду невысокая ценность осиновых дров как топлива).

| |  |  |  |  |
| Слева направо: осина в «Энциклопедическом словаре Брокгауза и Ефрона»; листья; серёжки; кора; осенняя окраска листьев |  |  |  |  |

## Классификация

### Таксономия
- Populus tremula L., 1753, Sp. Pl. : 1034

Вид Тополь дрожащий включается в род Тополь (Populus) семейства Ивовые (Salicaceae) порядка Мальпигиецветные (Malpighiales), последовательно входящего в более крупные клады Фабиды → Розиды → Суперрозиды → Эвдикоты → Цветковые растения. Таксономическая схема в соответствии с Системой APG IV по состоянию на июнь 2024 года:
|  |                          |  |                                   |                                   |                  |  | еще 35 семейств | еще 35 семейств |                     |  |                         |  | еще 100 подтвержденных видов и 240 видов, ожидающих подтверждения | еще 100 подтвержденных видов и 240 видов, ожидающих подтверждения |  |
|  |                          |  |                                   |                                   |                  |  | еще 35 семейств | еще 35 семейств |                     |  |                         |  | еще 100 подтвержденных видов и 240 видов, ожидающих подтверждения | еще 100 подтвержденных видов и 240 видов, ожидающих подтверждения |  |
|  |                          |  |                                   | порядок Горечавкоцветные          |                  |  |                 |                 | род Тополь          |  |                         |  |                                                                   |                                                                   |  |
|  |                          |  |                                   | порядок Горечавкоцветные          |                  |  |                 |                 | род Тополь          |  | 2 внутривидовых таксона |  |                                                                   |                                                                   |  |
|  | клада Цветковые растения |  |                                   |                                   | семейство Ивовые |  |                 |                 | вид Тополь дрожащий |  |                         |  |                                                                   |                                                                   |  |
|  | клада Цветковые растения |  |                                   |                                   |                  |  |                 |                 |                     |  |                         |  |                                                                   |                                                                   |  |
|  |                          |  | ещё 63 порядка цветковых растений | ещё 63 порядка цветковых растений |                  |  |                 | еще 55 родов    | еще 55 родов        |  |                         |  |                                                                   |                                                                   |  |
|  |                          |  |                                   | ещё 63 порядка цветковых растений |                  |  |                 |                 | еще 55 родов        |  |                         |  |                                                                   |                                                                   |  |

### Внутривидовые таксоны
- Populus tremula var. davidiana (Dode) C.K.Schneid.
- Populus tremula var. sieboldii (Miq.) H.Ohashi

### Синонимы
- Populus australis Ten.
- Populus bonatii H.Lév.
- Populus duclouxiana Dode
- Populus microcarpa Hook.f. & Thomson ex Hook.f.
- Populus pseudotremula N.I.Rubtzov
- Populus repanda Baumg.
- Populus rotundifolia Griff.
- Populus rotundifolia var. bonati (Lévl.) Z.Wang & S.L.Tung
- Populus rotundifolia var. duclouxiana (Dode) Gombócz
- Populus tremula var. australis (Ten.) Nyman
- Populus tremula var. repanda (Baumg.) Nyman
- Populus villosa Láng
- Tremula vulgaris Opiz